# Psilonychus eckloni
Psilonychus eckloni är en skalbaggsart som beskrevs av Hermann Burmeister 1855. Psilonychus eckloni ingår i släktet Psilonychus och familjen Melolonthidae. Inga underarter finns listade i Catalogue of Life.